# Personaggi di Undertale e Deltarune

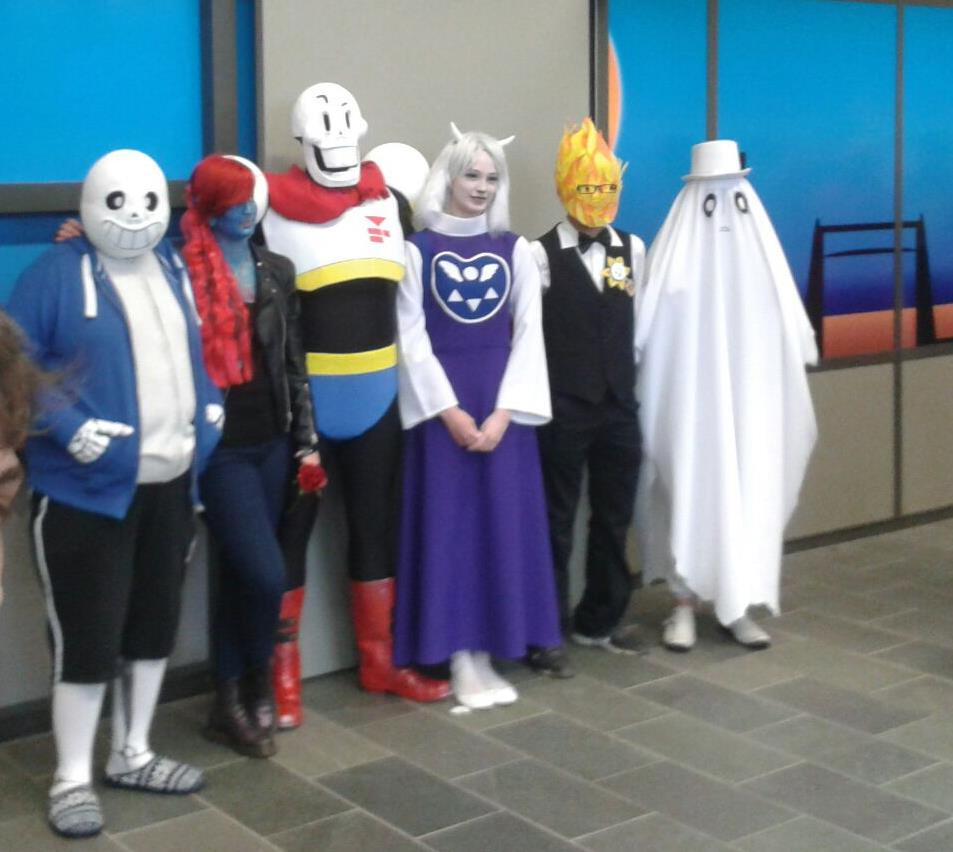
Gruppo di cosplayer travestiti da personaggi di (da sinistra verso destra: Sans, Undyne, Papyrus, Toriel, Grillby e Napstablook)

In questa pagina sono elencati i personaggi presenti nei videogiochi Undertale e Deltarune.

## Umani
La specie predominante nell'universo di Undertale. La loro anima è talmente forte da poter persistere per secoli. Per eguagliare appena la forza di una sola anima umana, servirebbero le anime di tutti i mostri del Sottosuolo.

### Frisk
Nel finale pacifista, Frisk è il nome dell'ultimo umano caduto nel Sottosuolo e protagonista di Undertale. Frisk è un bambino dal sesso non specificato. Indossa una camicia a righe fucsia e blu, ha capelli castani di media lunghezza e un'espressione costantemente apatica. La sua anima rossa rappresenta la determinazione, che gli garantisce di salvare i suoi progressi e di tornare in vita ogni volta che muore.

### Chara
Nel finale genocida, Chara è il primo umano caduto nel Sottosuolo. Rappresenta anch'esso la determinazione. È un bambino dal sesso imprecisato che odia profondamente il genere umano. Ha capelli bruni, un sorriso inquietante e indossa una maglia verde con una riga gialla. Volendosi allontanare dall'umanità oltrepassò la Barriera cadendo dal monte Ebott ed entrando nel Sottosuolo. Dopo essere stato adottato dai Dreemurr mangiò un fiore avvelenato: sul letto di morte, chiese al fratellastro Asriel di poter vedere i fiori gialli del suo giardino, nel mondo umano. Asriel dunque assorbì la sua anima e attraversò la Barriera portando il corpo di Chara in superficie, dove venne però attaccato ferocemente dagli umani, che lo ritennero il responsabile della sua morte. Il piano di Chara era quello di usare il potere di Asriel per attaccare l'umanità, ma il principe si ribellò e incassò i colpi, ritirandosi verso il Sottosuolo e morendo una volta giunto a casa. Al termine del finale genocida, l'anima di Chara si reincarna nell'ottavo e ultimo umano.
Il giocatore è libero di dargli un nome qualsiasi, ma selezionando "Chara", il sottotitolo sarà "il vero nome".

### Kris
Il protagonista di Deltarune, anch'esso dal sesso non specificato. Ha i capelli bruni lunghi che coprono gli occhi. Ha la stessa maglietta di Chara, ma una volta entrato nel Regno dell'Oscurità vestirà in modo che rimanda ai colori indossati da Frisk e la sua pelle, da gialla, diventa azzurra. Gli altri personaggi hanno opinioni contrastanti su Kris. All'inizio, il giocatore può decidere il suo aspetto, le sue preferenze e il suo nome; queste cose verranno però scartate in quanto "Nessuno può scegliere chi essere in questo mondo", e di conseguenza si avrà il controllo di Kris. Nel corso dei capitoli, si viene a scoprire che Kris sta tramando con il Cavaliere per sbilanciare l'equilibrio del mondo oscuro creando le fontane, ma facendolo all'insaputa della propria anima, estirpandola e ficcandola in un luogo dove non può scappare finché non fa ritorno.

## Mostri introdotti inUndertale
In Undertale i mostri sono gli abitanti del Sottosuolo, dove furono rinchiusi dagli umani millenni fa dopo una guerra. Hanno aspetti variegati e spesso bizzarri, talvolta simili a semplici animali antropomorfi. Quando uccisi, la loro anima può resistere per qualche secondo prima di polverizzarsi come il resto del corpo. In Deltarune, gli stessi mostri convivono pacificamente con gli umani in superficie.

### Mostri Boss
Così sono chiamati i mostri e che hanno un'anima forte, in grado di resistere per qualche istante dopo la morte.

#### Asgore Dreemurr
Asgore Dreemurr è il re del Sottosuolo. È un caprone antropomorfo dal fisico robusto, lunghe corna e una folta barba bionda. Indossa una pesante armatura e una corona dorata e un lungo mantello viola. Ha un carattere pacifico, ma anche molto vendicativo. Alla morte del figlio incomincia a odiare profondamente gli umani, trascinando nell'odio anche il suo popolo. Dopo esser stato lasciato dalla moglie, Asgore comprende i suoi errori ma non rinuncia al suo piano: sebbene sia infelice perché uccide gli umani, sente che è suo dovere per il suo popolo combatterli. Nella sua battaglia, usa il suo tridente rosso e lancia magie di fuoco. I suoi temi musicali di battaglia sono "Bergentrückung" e "ASGORE".
In Deltarune, è divorziato da Toriel (anche se mantiene i contatti con i figli) e gestisce il negozio di fiori in città dove vive nella soffitta. Lì si possono anche trovare sette fiori i cui colori ricordano le sette anime umane di Undertale ma la settima è dorata e ricorda Flowey. Inizialmente era comandante della polizia di Hometown, prima di ritirarsi a fare il fioraio.

#### Toriel Dreemurr
Toriel Dreemurr è la regina del Sottosuolo ed ex-moglie di Asgore. Come il marito, anche lei è una capra antropomorfa. È pacifica e non riesce a ferire a morte nessuno. Indossa una tunica viola con il simbolo del Rune Delta al centro. Dopo che il marito fu accecato dall'odio verso gli umani, lei lo lasciò e fuggì nelle rovine, cercando di impedire agli umani caduti di raggiungere Asgore, fallendo però nel tentativo. Durante il tempo trascorso nelle rovine stringe amicizia con Sans, che la intrattiene al portone delle rovine con le sue barzellette del toc-toc; a questi chiede di proteggere ogni umano che cade nel Sottosuolo. Utilizza anch'essa magie di fuoco. Il suo tema musicale di battaglia è "Heartache".
In Deltarune è la maestra della scuola locale, nonché madre adottiva di Kris.

#### Asriel Dreemurr / Flowey
Asriel era il principe del Sottosuolo e figlio di Asgore e Toriel. Come i genitori, anche lui è una capretta antropomorfa. In passato era legato da una profonda amicizia al primo umano: quando questi morì, assorbì la sua anima e ne riportò il corpo al mondo degli umani. L'umano però aveva un piano per sterminare l'umanità e forzò Asriel a fargli da complice. Sul letto di morte, Chara gli chiese di portarlo a vedere un'ultima volta i fiori del suo villaggio. Asriel assorbì la sua anima così da attraversare la barriera e eseguì il suo volere. Al vedere il piccolo mostro con il corpo del bambino i paesani lo attaccarono, ma Asriel si ribellò ai piani omicidi dell'amico tornò ferito a casa, polverizzandosi sui fiori del giardino reale. Alphys, in seguito, condusse degli esperimenti con la determinazione sugli stessi fiori, riportandolo accidentalmente in vita nella forma di fiore giallo. Per qualche tempo provò a convivere con il padre e in seguito con la madre, ma non riuscendo a provare emozioni si tolse la vita scoprendo così di avere il potere della determinazione, il potere di "resettare" il tempo. Dapprima utilizzò il potere per fare ogni cosa, ma annoiandosi decise di sfruttarlo per fare del male agli altri, finché l'arrivo di Frisk, con un'anima determinante più potente, non mette a freno questo piano. È il primo mostro che il protagonista incontra, inizialmente fingendosi gentile, per poi metterlo all'angolo e declamare la regola da lui stabilita del posto: "uccidi o vieni ucciso". Quando poi capisce che l'umano ha del potenziale, decide di usarlo per il proseguo del suo piano. Nel finale neutrale, dopo aver assorbito le sei anime umane in possesso di Asgore, uccide il re e si trasforma in una creatura enorme, terrificante e pressoché onnipotente, ma viene sconfitto una volta che le anime si ribellano. Nel finale Pacifico riesce ad assorbire le anime degli umani e di tutti i mostri, trasformandosi in una versione adulta e divina di Asriel, e infine in una sua versione demoniaca. Dopo che l'umano lo aiuta a comprendere i suoi errori, ritorna bambino e, utilizzando il potere acquisito, rompe la barriera e libera le anime, ritornando definitivamente a essere un fiore. Nel finale genocida viene ucciso a sua volta dall'umano quando capisce che la sua violenza sorpassa di molto la sua, vedendo molto chiaramente Chara nel protagonista. In forma di Flowey, i suoi temi musicali sono "Your Best Friend", ”You Idiot”, ”Your Best Nightmare” e ”Finale”, mentre in forma di Asriel sono ”Hopes and Dreams”, ”Burn in Despair”, ”SAVE the World” , ”His Theme” e ”Last Goodbye”; quest'ultima costituisce anche la base musicale dei titoli di coda.
In Deltarune è il figlio di Toriel e Asgore, nonché fratello adottivo di Kris. Attualmente è fuori città per studiare all'università, ed è in procinto di ritornare la settimana dopo gli eventi del Capitolo 1.

### Mostri Forti
Così sono chiamati i mostri affrontati come boss ma che non hanno un'anima forte. I nemici principali hanno abilità particolari che colorano l'anima del giocatore, limitandone i movimenti.

#### Papyrus
Papyrus è uno scheletro, fratello minore di Sans. Indossa una strana armatura che creò per una festa in maschera, e da allora non se l'è più tolta. È molto gentile, ilare e alquanto infantile. Il suo sogno è quello di diventare un membro della guardia reale. Per quanto si sforzi di essere un cacciatore di umani spietato non riesce a far male a nessuno, nonostante possieda un'incredibile forza latente. È un fanatico dell'ordine, dei puzzle e degli spaghetti, pur non essendo molto abile nel prepararli, e odia le battute del fratello. È in grado di colorare di blu l'anima del giocatore facendo in modo che la gravità abbia effetto sull'anima, costringendola a tornare a terra dopo ogni salto; il resto dei suoi attacchi sono composti da ossa semoventi di varie forme e dimensioni. Parla con le lettere del carattere tipografico "Papyrus" in maiuscolo. Il suo tema musicale è "Nyeh Heh Heh!" (che è anche il suono della sua risata tipica), mentre quello di battaglia è "Bonetrousle".
In Deltarune passa il tempo chiuso in casa, mentre Sans cerca di convincere Kris a fargli da compagno di giochi: appuntamento che più e più volte salta per svariati motivi.

#### Sans
Sans è uno scheletro, fratello maggiore di Papyrus. È molto pigro e sfaticato, ma possiede un'incredibile furbizia, intelligenza e forza: è in grado di percepire i reset, ma quando ha capito che è inutile fermarli, ha deciso anche di smettere di provarci. Ama il ketchup, le freddure e suonare il trombone. Il suo colore è l'azzurro e le sue abilità sono simili a quelle di Papyrus. A differenza degli altri mostri, può schivare i colpi e generare attacchi che colpiscono anche nel menù di battaglia.
In Deltarune gestisce un minimarket, identico al pub di Grillby. Si rivela essere un amico intimo di Toriel e prega Kris di poter far compagnia a suo fratello.

#### Undyne
Undyne è una donna-pesce antropomorfa dai capelli rossi, capitano delle guardie reali, caratterizzata dalla benda che indossa sull'occhio sinistro e un fisico apparentemente molto esile nascosto sotto una pesante e possente armatura. Nel tempo libero è alquanto gentile ed energica, ma sul lavoro è una spietata guerriera. È amica di Papyrus, a cui ha insegnato a cucinare nella speranza che rinunci al suo sogno di entrare nella guardia reale (notando che, sebbene si applichi, non resisterebbe in un vero combattimento). La sua migliore amica e poi fidanzata è Alphys, che le ha fatto conoscere gli umani tramite i manga e gli anime, spacciandoli per documenti storici, spingendola ad avere un'idea sbagliata su di essi. Nel finale genocida viene ferita mortalmente dall'umano, ma scopre la determinazione dentro di sé, trasformandosi in Undyne l'Immortale (Undyne the Undying). In questa versione, la benda sull'occhio cade rivelando un buco nero dal quale fuoriescono dei lampi di luce a forma di lancia. Il suo colore è il verde, che blocca completamente i movimenti del giocatore, lasciandolo solo a difendersi dai suoi attacchi con uno scudo. È in grado di evocare lance energetiche dal nulla. Il suo tema musicale da battaglia nel finale neutrale o pacifico è "Spear of Justice", mentre nel finale genocida è "Battle against a True Hero".
In Deltarune, è il capo delle forze della polizia e ha entrambi gli occhi a posto, ma tende spesso a peggiorare la sua situazione con la sua foga. Kris ha la scelta di dirgli del mondo oscuro, alla quale lei sembra crederci, ma non vi trova "nulla di illegale" per poter intervenire. Tuttavia, nel capitolo 3, Undyne finisce nel mondo oscuro e viene rapita dal Cavaliere dopo che essa le impedisce di rapire Toriel.

#### Muffet
Muffet è una ragazza-ragno che gestisce le pasticcerie del Sottosuolo, nonché regina dei ragni. Possiede un cucciolo che è un ibrido tra un tortino e un ragno. Vista la sua avidità le viene proposta una grande somma di denaro da Mettaton in cambio dell'anima dell'umano nelle route pacifista e neutrale, mentre viene assoldata da Alphys nel finale genocida per fermarlo. Il suo colore è il viola, che forza il giocatore a muoversi lungo dei binari orizzontali. Scatena contro il giocatore i suoi ragni e il suo mostruoso animaletto domestico. Il suo tema musicale di battaglia è "Spider Dance".
Muffet è stata interamente creata da Michelle Czajkowski, per tanto, dato il suo non coinvolgimento in Deltarune, è l'unica dei boss a non apparire nel seguito.

#### Mettaton
Mettaton è un robot creato da Alphys ed è l'unica celebrità del Sottosuolo: in realtà è un fantasma (che stando ai file del gioco sembra chiamarsi Hapstablook), cugino di Napstablook, diventato corporeo possedendo un robot costruito da Alphys per poter inseguire i suoi sogni di gloria. Il suo robot ha l'aspetto di uno schermo con una rotella e due mani, e ha due trasformazioni dall'aspetto umanoide, una denominata Mettaton EX, mentre l'altra è chiamata Mettaton NEO (visibile solamente nel finale genocida, durante la battaglia con esso). Mettaton è un conduttore televisivo, giornalista, attore e cantante. Ama il dramma, l'azione e la violenza. È narcisista, vive per la fama e per i suoi fan. Sembra che stia cercando di uccidere l'umano durante i suoi spettacoli, fino a quando non rivela di aver recitato per fare un favore ad Alphys. Una volta stufo tenta di prendere l'anima di Frisk, così da attraversare la Barriera e diventare una star anche per gli umani: nel finale pacifista, dopo che i mostri vengono liberati, riesce a realizzare il suo sogno. Il colore a lui associato è il giallo: a differenza degli altri non limita i movimenti ma consente al giocatore di sparare piccoli proiettili per bloccare gli attacchi. Come in Undyne, il suo tema musicale di battaglia cambia a seconda del finale: in quello neutrale o pacifista, l suoi temi musicali sono "Metal Crusher" (nella sua forma normale) e "Death by Glamour" (in quella EX), mentre nella lotta nel finale genocida il suo tema è "Power of NEO".
In Deltarune vive chiuso in casa propria e si considera una “nullità”. Tuttavia, il corpo NEO del robot è presente nel mondo oscuro e viene sfruttato da Spamton.

### Altri mostri diUndertale

#### Napstablook
Napstablook è un fantasma solitario e depresso, nonché cugino di Mettaton. Dopo che il cugino lo abbandona per la fama, Napstablook rimane solo a piangere e a dirigere la fattoria di lumache di famiglia. Riesce a riunirsi con il cugino solo nel finale pacifista, diventando il DJ dei suoi spettacoli. Il suo tema musicale di battaglia è "Ghost Fight".
In Deltarune, è entrato nel corpo di polizia e lavora come centralino.

#### Alphys
Attuale Scienziata Reale. Alphys è una rettile antropomorfa gialla, con gli occhiali e camice da laboratorio. È particolarmente timida e balbuziente. Adora gli anime e i manga: il suo anime preferito si chiama "Mew Mew: Kissy Cutie" di cui detesta il seguito. Su richiesta di Asgore, eseguì degli esperimenti per testare gli effetti della determinazione sui mostri, ma le cavie non riuscirono a sopportarla e i loro corpi si fusero dando così vita agli Amalgami. Provò quindi a iniettare la determinazione in un essere senza anima, ossia uno dei fiori di Asgore, dando inavvertitamente vita a Flowey. A seguito dei suoi insuccessi inizia a desiderare di essere vista come un'eroina e per questo, assieme a Mettaton, genera dei falsi pericoli per il giocatore dai quali poi finge di salvarlo, finché Mettaton non decide di ribellarsi. È innamorata di Undyne con la quale, nel finale pacifista, inizia una relazione sentimentale.
In Deltarune è la professoressa di Kris e Susie, e conosce di sfuggita Undyne.

#### Wingdings "W. D." Gaster
Wingdings Gaster è colui che ricoprì il ruolo di scienziato reale prima di Alphys. La sua vita fu breve perché cadde in una sua creazione e si disperse nello spazio tempo. Viene rappresentato come uno scheletro con la testa ovale, con due spaccature sugli occhi, una sotto l’occhio sinistro e l’altro sopra il destro, e le mani bucate. Ha creato il Core, la centrale elettrica-magica del Sottosuolo. È uno dei personaggi più enigmatici del gioco, e si può avere a che fare con situazioni legate a lui solo modificando determinati valori nei file di gioco.

#### Cani guardiani
Sono cinque cani bianchi antropomorfi che fanno parte della guardia reale:
- Doggo è il primo cane sentinella che si incontra. Maneggia delle spade. La caratteristica più notevole di Doggo è la sua incapacità nel vedere le cose immobili: può infatti solo percepire cose che si muovono. Nel finale pacifico, Doggo si trova fuori dalla biblioteca di Snowdin con la sua famiglia. Esprime la felicità che può sempre vedere Endogeny poiché l'amalgama vibra e si muove continuamente.
- Lesser Dog indossa un'armatura ed è armato di spada e scudo. Come molti altri personaggi canini, Cane Minore diventa sovreccitato dall'attenzione fisica. È in grado di estendere il collo apparentemente all'infinito quando stimolato dalle coccole.
- Dogamy e Dogaressa sono due cani fidanzati. Indossano entrambi una mantella nera e sono armati di ascia. Essi usano solo il loro olfatto per rilevare minacce. Si amano molto, e questo è dimostrato nei loro attacchi in battaglia, usando attacchi a forma di cuore e coordinando i loro colpi d'ascia. Nella route genocida, se uno dei due viene ucciso in battaglia, viene mostrato che la camicia dell'altro mostra un'immagine del suo amato. Nel finale pacifista, i due appaiono fuori dalla biblioteca di Snowdin con gli altri cani e Endogeny.
- Greater Dog è in realtà un piccolo cagnolino che controlla una grande armatura. È molto affettuoso e cerca costantemente attenzione. Nel finale pacifista riappare al di fuori della biblioteca di Snowdin con la maggior parte degli altri personaggi canini, giocando felicemente con Endogeny.

In Deltarune sono criminali chiusi nella cella della centrale di polizia, che Undyne accidentalmente apre quando sbatte i pugni sulla scrivania, facendo volare la chiave, dritta dritta nella serratura della cella.

#### Amalgami
Gli Amalgami sono un gruppo di mostri definiti "esperimenti falliti" da Alphys. Usando i corpi dei mostri in fin di vita, Alphys iniettò in loro della Determinazione artificiale. All'inizio i mostri si ripresero, ma poi, non potendo sostenere la pesante Determinazione, si sciolsero e si fusero tra di loro. Spaventata, Alphys li rinchiuse nel laboratorio sotterraneo.
- I Memoryheads sono un trio di Amalgami. Appaiono come creature con molteplici occhi e una coda, dalle sembianze vagamente simili a un teschio.
- Endogeny è un Amalgama trovata nel vero laboratorio, dove si nasconde tra i detriti galleggianti nella sala di ventilazione. Assomiglia vagamente a un grande cane, con due orecchie appuntite in cima alla sua "testa", dove invece di una faccia ha solo un unico orifizio. Il suo ampio corpo ha sei zampe, che formano le sagome di cinque piccoli cani tra loro. Mostra lo stesso comportamento eccitato di molti cani, ma sembra non essere a conoscenza della natura dannosa del suo peso enorme. Emana un fluido dal suo orifizio, che diventa una "schiuma di felicità" quando Endogeny è eccitata. Alla fine del finale pacifico, può essere vista con la maggior parte degli altri personaggi canini fuori dalla biblioteca di Snowdin.
- Reaper Bird è un amalgama trovato nel vero laboratorio. Il suo corpo è così lungo che circa un terzo copre la finestra di dialogo, che ritrae quando attacca. Le piccole aree bianche nella parte superiore e inferiore dell'occhio sono riproposte come denti stridenti che occasionalmente si chiudono sopra la pupilla.
- Lemon Bread è un amalgama trovata nel vero laboratorio. Sarebbe la sorella di Shyren e può essere vista con lei nell'epilogo del finale pacifista.
- La madre di Snowdrake è la madre dello Snowdrake di Snowdin e anche la moglie del comico Snowdrake, presso il MTT Resort. Metà del suo corpo sembra sciogliersi, rendendola amorfa. Alla fine del finale pacifista, viene vista riunirsi con la sua famiglia, che la accetta felicemente pur condividendo la sua mente e il suo corpo con altri 16 mostri; suo marito dice che la loro famiglia è "più grande che mai".

In Deltarune, gli ultimi tre Amalgami sono allusi nelle tombe del cimitero.

#### Gerson Boom
Una vecchia tartaruga, ex-guerriero e storico che gestisce il negozio di Waterfall. Ha fatto parte della guardia reale e ha anche istruito Undyne e Asgore nella lotta e, nonostante la vecchiaia, sostiene che sarebbe in grado di dare filo da torcere all'umano nel percorso genocida. Tra le cose che può spiegare, spiega il Rune Delta (Delta Rune), il simbolo della famiglia reale e della profezia, che narra di un angelo che scenderà nella montagna per liberarli, lasciando intenzionalmente vaga l'idea che possa essere vera ed effettiva libertà dalla prigionia della barriera, o che l'angelo sia l'angelo della morte che li libererà dalla sofferenza terrena.
In Deltarune era un fabbro, poi un insegnante di storia e infine un autore per bambini de "Il martello della giustizia" (The Hammer of Justice), ma è poi deceduto e la sua tomba è presente nel cimitero. Suo figlio Alvin è il pastore della chiesa locale e vive nell'insicurezza di non aver potuto rendere il padre fiero continuando i suoi romanzi.

#### Vari
- Monster Kid è un rettile giallo senza braccia. È un fan di Undyne e, a discapito dei rischi in cui può incappare e degli avvertimenti del capitano, la segue di nascosto in tutte le sue avventure. Durante il finale genocida, Monster Kid cerca di fronteggiare Frisk sul ponte, ma viene salvato da Undyne. Nelle run neutrale e pacifista, scoperto che il protagonista è umano cerca senza successo di odiarlo, ma mentre cerca di andarsene, inciampa e rischia di cadere, venendo salvato dal giocatore o da Undyne. Più tardi si scoprirà essere diventato ammiratore di Papyrus. In Deltarune, Monster Kid è un compagno di classe di Kris.
- Mad Dummy è un fantasma che risiede in un manichino. Inizialmente vuole vendicare il fatto che il cugino fosse stato infastidito da Frisk alle rovine, ma viene fermato durante la lotta da Napstablook (un altro suo cugino, se non il cugino di cui parlava). Più tardi si scopre essere anche il manichino da allenamento di Undyne. Nella versione per Nintendo Switch, prende poi possesso di un pupazzo dietro la casa di Sans e Papyrus, diventando Mad Mew Mew. I suoi temi musicali di battaglia sono "Dummy!" nella forma di manichino e "Mad Mew Mew" in quella da bambola.
- Le Guardie Reali (Royal Guards) sono un duo di soldati che vengono incontrati nelle Hotlands. Hanno un interesse romantico l’uno per l’altro e se risparmiati vengono rincontrati vicino al venditore di gelati, che afferma di avergliene venduti molti. In Deltarune sono ancora una coppia.
- Annoying Dog è un botolo bianco, che rappresenta l'autore Toby Fox. Appare sporadicamente durante i giochi, in special modo durante delle situazioni comiche che riguardano Papyrus.
- Le Temmie sono una specie di gatte sgrammaticate molto sciocche. Tutte si chiamano Temmie, meno uno che si chiama Bob. Hanno la capacità di rimuovere la loro faccia. Rappresentano la co-creatrice del gioco, Temmie Chang. In Deltarune, una delle Temmie va nella stessa classe di Kris, ed è interessata ai demonietti.

## Personaggi introdotti inDeltarune

### Lightner
Le razze che vivono nel mondo della luce: questo include mostri e umani.

#### Susie
Deuteragonista di Deltarune. Susie è una ragazza mostro dall'aspetto di un rettile viola, dai capelli scuri lunghi che coprono i suoi occhi. Va nella stessa classe di Kris. Susie adora mangiare i gessetti e minaccia spesso le sue vittime di mangiargli la faccia. Arrivata nel mondo oscuro con Kris, Susie all'inizio si allontana per fare tutto da sola. Dopo essersi unita a Kris e Ralsei, li abbandona dopo aver visto che non prendono la via della violenza, alleandosi con Lancer, che decide di farne il suo discepolo. Decide infine di tornare nel gruppo e, per Lancer, decide di prendere la via della ragione a quella della violenza. Nel finale del Capitolo 1 cambia idea sul conto di Kris, arrivando a considerarlo come un amico.

#### Berdly
Berdly è un uccello blu antropomorfo. Ha la reputazione di essere il nerd della classe, ma il suo atteggiamento da esibizionista e presuntuoso non lo rende una persona molto rispettata. Nel primo capitolo è in coppia con Noelle nel progetto di scuola. Nel secondo capitolo finisce nel mondo oscuro, ottenendo un abbigliamento futuristico, e si unisce volontariamente alla Regina. Inevitabilmente, la Regina lo inganna e lo fa prigioniero. Quando Susie, Lancer, Kris e Berdly tentano la fuga, questi rivela la verità dietro il suo carattere da perfettino: sin da piccoli, Berdly e Noelle hanno sempre studiato per poter un giorno entrare in una prestigiosa scuola, ma Berdly era molto più timido e introverso dell'amica, ma un giorno, ad una gara di spelling, ebbe l'opportunità di farsi riscattare, vincendola e facendosi prendere dalla voglia di essere idolatrato come il più intelligente. Susie e Kris lo perdonano, facendogli accettare di essere un più modesto "stupido".

#### Famiglia Holiday
Una famiglia di renne che è interessata al Natale.

##### Noelle Holiday
È una renna antropomorfa, amica e compagna di classe di Kris e Susie, sorella di Dess e figlia di Rudy e Carol. Noelle è amichevole e allegra, ma anche molto timida, e a volte ha difficoltà a dire quello che sta pensando. Ha una cotta per Susie.
Nel secondo capitolo finisce nel mondo oscuro dove viene catturata dalla Regina per farla una sua sgherra e abusare della sua determinazione. Dopo essersi separato da Susie e Ralsei nella Cyber City, Kris incappa in Noelle e si unisce (momentaneamente) al gruppo. Durante il Capitolo 2, viene rivelato che a Noelle, per quanto non lo dimostri, piacciono le cose paurose, per questo ha una cotta per Susie. Nel mondo oscuro indossa una tunica bianca.

##### Rudolph "Rudy" Holiday
È il padre di Noelle e Dess e il marito di Carol, ricoverato in ospedale per un controllo medico. Ha una voce profonda, una faccia stretta, capelli scuri e ha un paio di baffi sottili e pizzetto. Una persona allegra e spensierata, Rudy assomiglia a Sans nel suo uso dell'umorismo e delle battute per alleggerire l'umore, ed è vivace e loquace nonostante le sue condizioni mediche. Rudy era compagno d’università di Asgore e Toriel. Ricorda Kris come "il ragazzino combinaguai della porta accanto" che era solito spaventare Noelle per divertimento. Ama tanto Noelle e spera che Kris possa proteggerla in sua assenza, nonostante i suoi scherzi del passato.

##### December "Dess" Holiday
È la sorella di Noelle e figlia di Rudy e Carol. Era amica di Asriel e passava molto tempo insieme a Kris e Noelle quando erano bambini. Non viene mai mostrata e i toni diventano subito seri quando si parla di lei. Non è chiaro se sia deceduta o semplicemente scomparsa, ma si presuppone che nella faccenda possa essere coinvolto Asgore, in quanto ex-comandante della polizia. Suonava una chitarra, tenuta molto gelosamente all'interno della sua stanza, che contiene parte del codice di accesso per il bunker in fondo alla città.

##### Carol Holiday
È la madre di Noelle e Dess e la moglie di Rudy. È il sindaco di Hometown ed è caratterialmente molto fredda e severa, causando molte ripercussioni su Noelle. Sostiene economicamente Asgore dopo il suo divorzio. È molto diffidente verso Susie, tanto da vietarle di rivolgere la parola a Noelle dopo che ella ha usato la chitarra di Dess.

#### Cavaliere Ruggente
Il Cavaliere (Roaring Knight) è l'antagonista principale del gioco è responsabile dell'apparizione delle fontane oscure e della corruzione degli abitanti dei mondi oscuri. Kris è in combutta con lui, come visibile dal fatto che è lui ad aprire le fontane e, durante lo scontro nel capitolo 3 egli faccia meno danni a lui e se il Cavaliere lo abbatte, perde pochi Punti Vita in confronto agli altri: inoltre, se la battaglia viene vinta, anziché stendere Kris, lo premia investendolo di qualcosa.
Poco è noto di lui: se può vagare nel mondo della luce e apre le fontane, è quindi un Lightner. Il suo aspetto è una armatura nera stilizzata con corna di cervo sull'elmo, mani bucate, e ha un occhio dentro il torace apribile. Tale apparizione lo rende anche simile a un Titano.

### Darkner
I Darkner sono gli abitanti del mondo oscuro, apparsi solo in Deltarune. Tutti loro sono, nel mondo della luce, dei semplici oggetti inanimati che vengono portati in vita grazie in un luogo di profonda e assoluta oscurità alimentato da fontane oscure.
Ogni fontana oscura alimenta esclusivamente i suoi rispettivi abitanti: se uno di loro si trovasse in un altro regno, alimentato quindi da una differente fontana, finirebbe per pietrificarsi dopo qualche ora. Questo, tuttavia, non vale per Castle Town (situata nell'armadietto della scuola); la cui fontana è formata da pura oscurità: ciò permette ai Darkner di transitare lì senza pietrificarsi.

#### Ralsei
Ralsei è il principe dell'originale Regno dell'oscurità, tritagonista del gioco. È l'unico Darkner in grado di muoversi liberamente tra i vari regni dell'oscurità, in quanto proveniente dal un mondo oscuro naturale. Indossa un mantello e un cappello verdi e una sciarpa rosa. È il creatore del manuale nonché colui che introduce alle meccaniche di gioco. Ama gli abbracci ed è sempre disposto al dialogo. Non sembra cogliere la malvagità negli altri venendo anche ingannato facilmente dal Re di Picche. Alla fine del primo capitolo, si rivela essere una capra incappucciata simile ad Asriel con gli occhiali, e abbandonerà il cappuccio per il resto dei seguenti capitoli.

#### Lancer
Lancer è il giovane Fante di Picche del mondo oscuro creato nella sala giochi. Inizialmente cerca di fermare i protagonisti con puzzle e inganni, uno più fallimentare dell'altro, spesso a cavallo della sua "moto" (in realtà una comune bicicletta che va a fuoco nella zona posteriore). All'inizio si mette a ostacolare gli eroi, anche se si fa aiutare da loro in qualche tratto del percorso per proseguire. A metà del primo capitolo Susie si unisce a lui, diventando sua amica e "maestra" di bullismo. Tra i due nascerà una sincera amicizia che li porta poi ad aiutare Kris e Ralsei a sconfiggere il padre di Lancer. Nel Capitolo 2 va a vivere nel castello di Castle Town. Prima che Kris e Susie se ne vadano, si infila nella tasca di Kris e lo seguirà in altri mondi oscuri.

#### Re di Picche
Il Re di Picche (King) è l'antagonista principale del primo capitolo. Oltre al somigliare a una versione enorme di Lancer, il Re di Picche ha una seconda bocca sulla pancia, la cui lingua puntuta gli fa da lancia. Ama molto il figlio Lancer, ma dalla eruzione della prima fontana oscura, il suo amore è divenuto disprezzo e, con l'interazione con il Cavaliere, è nato in lui un profondo odio verso i Lightner; dopo aver rinchiuso gli altri re, ha assoldato i loro guerrieri e li ha mandati a fermare Kris, Susie e Ralsei. Con la sua sconfitta viene imprigionato dal figlio o addormentato da Susie, in base alle azioni compiute nel gioco. Lo si potrà poi vedere a castle town, rinchiuso in una cella simile ad una gabbia per criceti. Il suo tema musicale è "Chaos King".

#### Rouxls Kaard
Rouxls Kaard è la carta delle regole del mazzo e l'autonominato "Duca dei puzzle". Similmente a Papyrus e Lancer, crea dei puzzle a detta sua “tosti”, ma che si rivelano essere semplicissimi. Ha un aspetto umanoide, dalla testa sottile e spigolosa, i capelli bianchi lunghi fino alle spalle. Nonostante Lancer lo definisca suo "secondo padre" questo non sembra ricambiare i suoi sentimenti, lamentandosi della sua musica su mp3 e asserendo che la sua gentilezza è solo un ordine del re, nonostante questo si preoccupi della sua incolumità (al punto di seguirlo anche lui nella tasca di Kris). Passa tutto il tempo a cercare di diventare il secondo in comando del cattivo di turno, accampando miriadi di scuse quando poi viene fermato. Parla in shakespeariano.

#### Seam
Seam è un peluche dalla forma di un gatto viola anziano con un occhio coperto da un bottone. Dopo aver sconfitto Jevil, Seam rivelerà che i due erano rispettivamente giullare e mago di corte del Re di Picche ma poi, l'incontro di Jevil con il Cavaliere lo stravolse completamente e per questo Seam fu costretto a rinchiuderlo.
Nel secondo capitolo, se Jevil è stato sconfitto, rivela che questi ha rilasciato un cristallo dell'ombra (Shadow Crystal) e che, se altri boss segreti sono sconfitti e ne vengono recuperati altri, potrebbe creare qualcosa di interessante con essi.

#### Regina / Q5U4EX7YY2E9N
La Regina (Queen) è l'antagonista principale del secondo capitolo. Il Cavaliere la convince alla conquista del mondo della luce e prende possesso del mondo oscuro della sala computer della libreria. Sebbene si tratti di un laptop, è rivelato essere anche la madre di Lancer e la ex-moglie del Re (forse è lei che li ha stampati o possiede dati della carta della Regina di Picche). Parla con termini informatici e giovanili e con ogni parola con l'iniziale maiuscola e i suoi occhi sono un display per parole come "vero", "LMAO", "bugia" e "???" per enfatizzare le sue frasi. Come Lancer si dimostra un'impacciata e amichevole cattiva, finendo pure con l'amicarsi con i protagonisti data la sua bassa sopportazione di Berdly. Sebbene mirasse veramente alla conquista del mondo, sapere che ciò potrebbe distruggerlo la fa subito desistere e diventa così una preziosa alleata di Castle Town.

#### Mr. Ant Tenna
Antagonista del terzo capitolo, è il televisore della casa di Toriel e Kris, trasformato in uno showman con il televisore come testa. Curiosamente, anziché essere un semplice sprite, è un modello 3D prerenderizzato. Inizialmente triste che i bei tempi a intrattenere i Dreemurr e amici sono passati, Tenna è convinto dal cavaliere a intrappolare gli eroi in un game show infinito, a patto che gli permetta di avere Toriel. Tenna accetta, ma colpito dal genuino interesse degli eroi alle sue attività, inizia a sentirsi in colpa e, quando scoperto, tenta di fare la figura del cattivone, perdendo però così i suoi assistenti (cosa che un tempo sembrò anche costargli un collega, che si scopre essere Spamton). Una volta sconfitto, Tenna viene consolato da Susie che gli assicura che troverà un modo per fargli continuare a intrattenere la gente e così Tenna decide di rilasciare Toriel. Proprio allora, però, giunge il cavaliere a fermarlo, tagliandogli le braccia e mettendolo fuori servizio. Dopo ciò, Tenna non è più visto per il resto del capitolo. Il destino di Tenna dipende dalle scelte del giocatore; se ha risparmiato abbastanza nemici, nel quarto capitolo Tenna potrà essere recuperato da Susie nel mondo della luce, e portato a Castle Town. Opzionalmente, può essere regalato a un certo "Nessuno". Se invece il giocatore non ha risparmiato un numero sufficiente di nemici, il televisore nel mondo della luce apparirà rotto, rendendo impossibile salvare Tenna. Inoltre, Susie commenterà dicendo di aver sentito Toriel parlare del fatto che voleva sbarazzarsi del televisore.

#### Il vecchio
Il vecchio (Old man) è la rappresentazione dei resti di Gerson nel mondo oscuro creato nella chiesa durante il capitolo 4, per certi versi un Lightner che però può solo esistere nel mondo oscuro. All'inizio presentato come un logorroico e pimpante vecchio in giacca e basco, nel corso del capitolo aiuta Susie con i suoi problemi di autostima e fiducia, spingendola a migliorare le sue abilità di curatrice e guerriera (facendole anche da boss segreto). Le chiederà inoltre di portare "fuori dal sogno" una lettera postuma al figlio Alvin, per rassicurarlo che non è deluso dalla sua scelta di professione. Tornati nel mondo della luce, Susie scoprirà cosa è il vecchio nella realtà e poi proverà a ricontattarlo creando un mondo oscuro, ma scoprirà con disappunto che egli è un caso particolare e non è detto che possa apparire in altri mondi oscuri se non quello in cui si è manifestato. Con enorme gioia di Susie, però, il vecchio riappare durante la battaglia finale (che si ambienta in un'estensione del suo originale mondo oscuro, dando una mano con gli eroi contro il Titano). 

#### Boss segreti
Tali boss sono altre vittime delle parole del Cavaliere, e sono contraddistinti per essere in possesso di un cristallo dell'ombra (Shadow Crystal) e del fatto che si possono trasformare in armi o armature alla sconfitta e anticipano l'antagonista del seguente capitolo.

##### Jevil
Jevil è un boss segreto che si può trovare nelle celle del castello del Re di Picche. Ha l'aspetto di un giullare indemoniato (forse è il Jolly del mazzo). Pare che in passato fosse mentalmente sano, ma dopo l'incontro con il Cavaliere è impazzito e ha cominciato a credere che il mondo in cui vivono non sia altro che un gioco e una prigione, dalla quale lui, a detta sua, è stato chiuso fuori. A seconda del metodo di vittoria affermerà di tornare a dormire o avvertirà dell'arrivo del Cavaliere e della Regina. Il suo tema musicale di battaglia si chiama "The World Revolving".

##### Spamton G. Spamton
Un losco venditore di Cyber City che fa sia da miniboss che da boss segreto. Kris lo incontra nei bassifondi della città dove lo affronta in una battaglia di affari, in cui Kris, come azioni, deve accettare o rifiutare gli affari che gli propone fino a farlo andare in visibilio. È basso, con un vestito da uomo da affari, e una faccia bianca col naso lungo all'insù, un paio di occhiali con lenti di colore diverso e i capelli tirati all'indietro. Dopo averlo battuto, può essere trovato in un negozietto della discarica dove dice che, nel sotterraneo del palazzo della Regina vi è un hard disk in cui trasferirsi, così facendo, si apre l'accesso al boss segreto: Spamton NEO, la stessa faccia sul corpo in disuso di Mettaton NEO da Undertale. Solo Kris lo può incontrare e combattere, fatta eccezione per il combattimento segreto, in quanto i suoi alleati sono separati o si rifiutano di entrare nel suo negozio o nel seminterrato del palazzo. Se si intraprende il percorso Snowgrave, Spamton riuscirà a impossessarsi del palazzo della Regina, e non sarà più il boss segreto, ma quello finale, che verrà fronteggiato in solitaria da Kris.
Ricompare nel capitolo 3 in alcune interazioni con Tenna, che fatica a riconoscerlo.

##### Eram
Boss finale del videogioco della stanza del rango S del capitolo 3. Ottenendo un buon punteggio agli spettacoli di Tenna (o comprandolo) si accede alla versione originale del gioco ritoccato da Tenna per lo show. Il gioco è all'apparenza un normale gioco in stile The Legend of Zelda, ma presto si fanno più evidenti i rimandi al percorso della Snowgrave del capitolo 2 o alla genocida di Undertale, culimando con l'affrontare Eram, un mostro che vola per lo scenario lanciando bombe, fuoco e nemici al personaggio del gioco, ma una volta battuto, egli dona solo un pezzo d'armatura. Tale armatura permetterà poi di poter riaffrontare il Cavaliere in caso di sconfitta così da ottenere il cristallo dell'ombra del capitolo (ottenuto con la scheggia della spada del cavaliere, se viene battuto). Il videogioco, invece, finisce quando il personaggio di Kris esce dallo schermo e interagisce con lui, similmente a Chara nel percorso genocida di Undertale, spaventando il ragazzo.

##### Martello della Giustizia
Rivelando un passaggio segreto nel camino del vecchio suonando un piano d'oro nel capitolo 4, si accede alla fucina del vecchio, dove riposa l'Ascia della Giustizia (Axe of Justice). Susie tenterà di prenderla, ma il vecchio la ferma, dicendo che gliela darà o se paga un'immensa somma, o se gli darà una "spuntatina", tuttavia, quando Susie prova a tagliargli i lunghi capelli, il vecchio schiva ogni colpo, per poi mostrare la sua armatura da guerriero e il suo grande martello che gli fa da nome (Hammer of Justice). Il vecchio combatterà in maniera simile ad Undyne nel gioco originale, trasformando l'anima del giocatore di verde e impedendogli di muoversi ma solo di parare gli attacchi, ma dopo un po', da quattro, le direzioni parabili diventano otto e oltre alle frecce si aggiungono anche gusci e martellate. Durante la battaglia, il vecchio menziona il suo capolavoro letterario, intitolato "Il Signore del Martello" (Lord of the Hammer) che Gerson scrisse basandosi sulla profezia del Rune Delta, alludendo così agli eventi del capitoli affrontati e anche a quello seguente, dicendo poi che la storia è finita lì poiché l'autore morì, chiedendo poi a Susie che finale gli darebbe e la ragazza risponde che non glielo darebbe, una risposta che soddisfa il vecchio che, una volta distratto da un suo attacco curativo, abbassa la guardia e Susie riesce a dargli la "spuntatina", ottenendo così l'ascia, il cristallo oscuro che ha trovato e il rispetto del vecchio. In battaglia solo Susie è partecipe, non può agire o usare gli strumenti e per vincerlo basta solo resistere finché la loro discussione non termina (senza necessariamente colpirlo senza sosta). In caso di sconfitta, Gerson ammira la volontà di Susie ed è anche pronto a cedergli l'arma e il cristallo, ma Susie rifiuta, chiedendo che li vinca onestamente.

### Titani
Se un mondo oscuro trabocca di troppa oscurità, avviene un evento chiamato "Il Ruggito" (The Roaring) e a rappresentarlo sono i giganteschi Titani (Titan), la cui sola presenza può portare uno scompiglio tale da distruggere sia il mondo oscuro che il mondo della luce. Il Ruggito è proprio ciò che il Cavaliere vuole creare e quasi ci riesce nel quarto capitolo, risvegliando un Titano che la forza combinata dei tre eroi e il vecchio riescono a fermare, sigillandolo come una normale fontana. Hanno un aspetto nero fatto di buio, grosse stelle a quattro punte che ricoprono il corpo e lo scudano dagli attacchi e diverse ali bianche attorno alla testa. 